# 沃洛尔城
沃洛尔城（法語：Vollore-Ville，法語發音：[vɔlɔʁ vil]）是法国多姆山省的一个市镇，属于蒂耶尔区。

## 地理
沃洛尔城（45°47'5"N, 3°36'2"E）面积30.41 平方千米，位于法国奥弗涅-罗讷-阿尔卑斯大区多姆山省，该省份为法国中南部省份，北起阿列省接壤，东临卢瓦尔省，南至上盧瓦爾省和康塔爾省，西接科雷兹省和克勒兹省。
与沃洛尔城接壤的市镇（或旧市镇、城区）包括：奥弗涅地区欧比松、欧日罗勒、库尔皮耶尔、埃斯库图、圣阿加特、沃洛尔蒙塔涅。

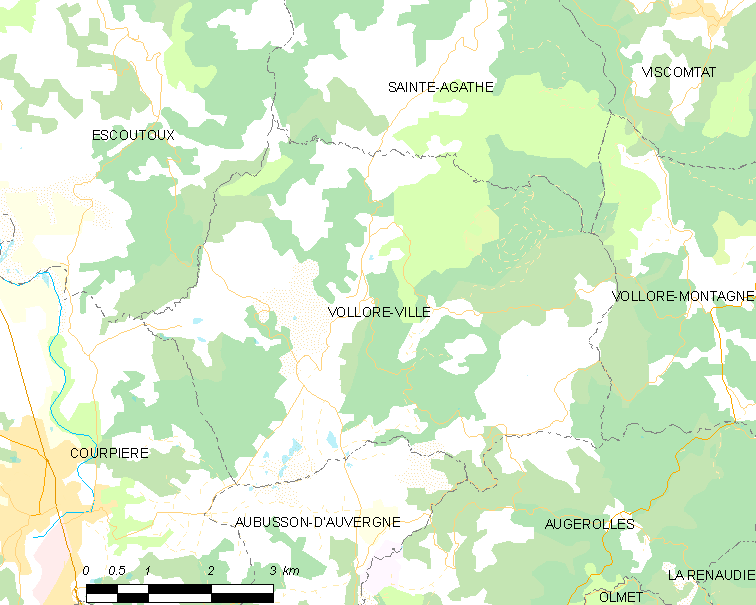
沃洛尔城的OSM定位图

沃洛尔城的时区为UTC+01:00、UTC+02:00（夏令时）。

## 行政
沃洛尔城的邮政编码为63120，INSEE市镇编码为63469。

## 政治
沃洛尔城所属的省级选区为利夫拉杜瓦山县。

## 人口

1962-2008年间沃洛尔城人口变化图示

沃洛尔城于2022年1月1日时的人口数量为714人。